# Нунивак
Нунивак (на английски: Nunivak; на централно-юпикски: Nunivaaq) е вулканичен остров, покрит с вечна замръзналост и разположен на около 50 km от делтата на реките Юкон и Кускокуюм в Аляска, САЩ.
Площта на острова е 4226,8 km2, което го прави вторият най-голям остров в Берингово море и осмият най-голям отров на САЩ. Населението му е 191 души към 2010 г. Всичките му жители живеят в северния крайбрежен град Мекорюк.

## География
Произходът на Нунивак е вулканичен. В по-голямата му част преобладава вулканично плато с надморска височина до 511 m (връх Робъртс). Островът е осеян от около 60 вулканични конуси и маари. Голяма част от повърхността му е съставена от широко разпростиращи се тънки потоци изстинала лава от малки щитовидни вулкани, които разстила седиментни скали от периода креда. Вулканичните изригвания са настъпвали през общо пет периода на активност, започвайки преди около 6,1 милиона години. По-голямата част от вулканичното поле е образувано през последните два периода през плейстоцен, завършвайки преди около 300 хиляди години.
Основна черта на пейзажа е тундрата, а най-големите дървета на Нунивак са малки върби, повечето от които не надвишават 1,2 метра височина. Над 40 реки пресичат тундрата. Свръхсолени лагуни обкръжават източните и южните брегове, докато стръмни вулканични скали преобладават на северозападното крайбрежие.
Поне 89 вида прелетни морски и водни птици намират временен дом на остров Нунивак. Сред тях са няколко застрашени от изчезване вида. Гъсти летни колонии за размножаване се срещат на всички брегове, както и по вътрешните тундрови езерца.
В праисторически времена Нунивак е дом на скромно стадо северни елени, но те са избити към края на 19 век. През 1930-те и 1940-те години САЩ въвежда нови северни елени и овцебикове на острова. Големи стада от тези животни се стопанисват и до днес от местната кооперация.
По-голямата част от острова е част от националния резерват Делта на Юкон.

## Откриване, население
Първоначално остров Нунивак е видян през 1819 г. от руския изследовател на Аляска Пьотър Григориевич Корсаковски (1799 – 1831), който обаче не установява, че е остров и го нанася на своята карта като част от Аляска. Вторично островът е открит и първично картиран и изследван на 11 юли 1821 г. от видния руски мореплавател, впоследствие адмирал, Михаил Николаевич Василиев.
На острова има само едно постоянно селище – Мекорюк, който се намира на северния бряг и има около 200 жители. През 1880 г. руският пътешественик Иван Петров записва 702 жители, живеещи в 9 села на острова. Епидемия през 1900 г. опустошава острова и жителите му, а емиграцията поддържа населението малко.
Почти всички постоянни жители на Нунивак са нунивакски ескимоси, чийто традиционен език е диалект на централно-юпикския език. Това е първи език за много от възрастните хора на острова, а в последно време се радва и на възраждане сред младите островитяни, макар почти всички да говорят и английски. Населението на Нунивак все още в голяма степен зависи от лова на дивеч и риболова.
| 1880 | 1910 | 1920 | 1930 | 1940 | 2000 | 2010 |
| ---- | ---- | ---- | ---- | ---- | ---- | ---- |
| 400  | 127  | 189  | 191  | 225  | 210  | 191  |

## Култура
Изкуството на Нунивак черпи корените си от древността. Най-старата скулптура от острова е на около хиляда години. В древните времена са се правели маски, които после са се продавали за стоки. По-късно маските започват да се използват по празненства, танци и традиционни обичаи.
Моржът е животното, с което ескимосите са оцелявали. Той е съдържал голяма част от потребностите за живот в Берингово море. Кожата му се е използвала за направата на водонепроницаеми каяци, подметки на ботуши, докато червата са се използвали за направата на защита от дъжда. Костите са се използвали като инструменти и за направата на оръжия.

## Галерия
- Изглед от Нунивак, 1927 г.
- Нунивакска маска, символизираща живота, ок. 1929 г.
- Нунивакски деца, 1930 г.
- Стръмни брегове на острова.
- Дюни на Нунивак.
- Въздушна снимка на островната тундра.
- Единственото селище, Мекорюк, през 1978 г.